# Peperomia tejana
Peperomia tejana är en pepparväxtart som beskrevs av Trel. & Yunck.. Peperomia tejana ingår i släktet peperomior, och familjen pepparväxter. Inga underarter finns listade i Catalogue of Life.